# 陳怡樺
陳怡樺（1959年—），生於台灣南投，為趨勢科技共同創辦人。2005年接任趨勢科技執行長，富比世雜誌2013年評選她為亞洲五十大最有權勢商業女強人的第四名。

## 生平
其祖父陳萬，為台中商銀原始股東之一。其父陳希哲，曾任台灣省議員。其姐陳怡蓁，為趨勢科技文化長，趨勢科技共同創辦人。其姐夫張明正，也是趨勢科技共同創辦人，趨勢科技董事長。
畢業於政治大學哲學系，德州大學國際企業管理碩士（MBA）與資訊管理系統碩士。回台灣後，曾任職於宏碁電腦，之後任《世界日報》體育記者。
1988年，和姊姊陳怡蓁及姊夫張明正創建趨勢科技，出任資深副總裁。1996年，出任技術長。2003年，其父過世。2005年1月1日接任執行長與全球營運長。

## 家庭
其夫姜豐年，曾任新浪網董事長。